# Trichocephalus stipularis
Trichocephalus stipularis är en brakvedsväxtart som först beskrevs av Carl von Linné, och fick sitt nu gällande namn av Adolphe-Théodore Brongniart. Trichocephalus stipularis ingår i släktet Trichocephalus och familjen brakvedsväxter. Inga underarter finns listade i Catalogue of Life.